# Börsengeschäftsführung
Die Börsengeschäftsführung ist ein Organ einer Börse, das deren Geschäfte leitet.

## Allgemeines
Organe der Börse sind nach § 3 Abs. 1 BörsG die Börsengeschäftsführung, der Börsenrat, der Sanktionsausschuss und die Handelsüberwachungsstelle. Während der Börsenrat unter anderem die Geschäftsführung der Börse bestellt und überwacht, darf nach § 22 BörsG der Sanktionsausschuss börsenrechtliche Verstöße der Handelsteilnehmer mit Ordnungsgeld bis zu einer Million Euro oder mit vollständigem oder teilweisem Ausschluss von der Börse bis zu 30 Handelstagen belegen. Dazu liefert ihm die Handelsüberwachungsstelle die erforderlichen Daten.
Die Börsengeschäftsführung ist das Leitungsorgan der Börse. Sie wird vom Börsenrat bestellt, abberufen und überwacht (§ 12 Abs. 2 BörsG).

## Aufgaben
Die Leitung der Börse obliegt der Geschäftsführung in eigener Verantwortung. Sie kann aus einer oder mehreren Personen bestehen (Einzelorgan oder Kollegialorgan), welche zuverlässig sein, der Wahrnehmung ihrer Aufgaben ausreichend Arbeitszeit widmen müssen und die für die Leitung der Börse erforderliche fachliche Eignung besitzen (§ 15 Abs. 1 BörsG). Ihre Amtszeit beträgt fünf Jahre, sie kann verlängert werden. Die Geschäftsführer vertreten die Börse gerichtlich und außergerichtlich (§ 15 Abs. 3 BörsG), überwachen die Einhaltung der Pflichten der Handelsteilnehmer und der für sie tätigen Personen und treffen geeignete Vorkehrungen, die eine wirksame und dauerhafte Überwachung der Pflichten gewährleisten (§ 15 Abs. 5 BörsG). Die Geschäftsführung ist zuständige Behörde im Sinne des Art. 23 Abs. 1 der Verordnung (EU) Nr. 236/2012 vom 14. März 2012 über Leerverkäufe und bestimmte Aspekte von Credit Default Swaps, sofern Finanzinstrumente durch Leerverkäufe oder Credit Default Swaps betroffen sind, die an einem regulierten Markt oder im Freiverkehr dieser Börse gehandelt werden. Sie fungiert als Behörde, weil die Börse eine Anstalt des öffentlichen Rechts ist und die Geschäftsführung Außenwirkung entfaltet.
Die Börsengeschäftsführung entscheidet über die Zulassung von Handelsobjekten zum Handel nach § 23 BörsG (konkret Effekten im regulierten Markt nach § 32 BörsG), Zulassung von Market-Makern (§ 26c Abs. 1 BörsG), Datenübermittlung über Finanzinstrumente durch die Handelsteilnehmer (§ 26g BörsG) oder die Zulassung zum Skontroführer (§ 27 BörsG). Die Geschäftsführung entscheidet nach § 38 Abs. 1 BörsG auf Antrag des Emittenten über die Aufnahme der Börsennotierung zugelassener Wertpapiere im regulierten Markt (Börsengang). Sie kann gemäß § 39 BörsG die Zulassung zum Börsenhandel widerrufen (englisch Delisting), ebenso ist sie zur Aussetzung des Handels nach § 25 Abs. 1 BörsG berechtigt. Emittenten müssen der Geschäftsführung jederzeit Auskünfte über ihre Unternehmensdaten erteilen (§ 41 BörsG).
Die Börsengeschäftsführung kann nach § 9 Börsenordnung (Börse Frankfurt) gegenüber den Handelsteilnehmern und Emittenten zur Sicherstellung eines ordnungsgemäßen Börsenhandels und einer ordnungsgemäßen Börsengeschäftsabwicklung Anordnungen treffen.

## Formelles Recht
Die Börsengeschäftsführung ist gemäß § 15 Abs. 7 BörsG „zuständige Behörde“, sofern Finanzinstrumente betroffen sind, die an einem regulierten Markt oder im Freiverkehr dieser Börse gehandelt werden. Ihre Entscheidungen stellen dann einen Verwaltungsakt dar, der durch eine Anfechtungsklage gemäß § 42 Abs. 1 VwGO angefochten werden kann.